# Abraham Czarny z Goszyc
Abraham Czarny z Goszyc h. Gryf – żupnik krakowski, starosta nowosądecki i czorsztyński.
Występuje w źródłach z lat 1402–1445. W latach 1402–1436 był dziedzicem Goszyc, w latach 1419–1425 jest wzmiankowany jako żupnik obojga żup, a w latach 1413–1434 – jako starosta niegrodowy na zamku Czorsztyn. Od 1434 r. w dokumentach pojawia się jako dzierżawca olkuski, a w latach 1439–1444 – jako żupnik olkuski. W latach 1442–1444 starosta nowosądecki. Należał do konfederacji Spytka z Melsztyna.
Był zaufaną osobą Władysława Jagiełły, a następnie Władysława Warneńczyka. Świadczą o tym liczne nadania dóbr, których znaczenie było istotne dla stanu finansów państwa.
Był mężem Apolonii, z którą posiadał córkę Magdalenę.
Jego przydomek mógł się wywodzić od koloru włosów.